# Озеро Превосходства
О́зеро Превосхо́дства (лат. Lacus Excellentiae) — относительно небольшое лунное море, расположенное к югу от более крупного Моря Влажности на видимой с Земли стороне Луны. Название за объектом официально закреплено Международным астрономическим союзом в 1976 году.
Наиболее заметный объект внутри озера — маленький кратер Клаузиус.
Озеро Превосходства послужило последним пристанищем для первой европейской автоматической станции «Смарт-1». 3 сентября 2006 года после завершения своей миссии аппарат был сведён с орбиты и разрушился при ударе о лунную поверхность.